# Duncan Phyfe
Duncan Phyfe (27 avril 1768 - 16 août 1854) est un ébéniste américain et l'un des principaux fabricants américains de meubles du XIXe siècle.

## Biographie
Né Duncan Fife à Loch Fannich, en Écosse, il émigre à Albany dans l'État de New York, à l'âge de 16 ans et travaille comme apprenti dans un atelier d'ébéniste. En 1792, il change l'orthographe de son nom, s'installe à New York et ouvre sa propre affaire en 1794, qui allait plus tard employer plus d'une centaine de personnes. Il devint un ébéniste renommé aux États-Unis, vendant des meubles pour un prix relativement modéré. Même si le travail de Phyfe englobait de nombreux styles de la période classique dont les styles Empire, Sheraton, Regence et classicisme français, il est plus connu pour son propre et simple style, en réaction aux styles venus de France, populaires à l'époque. Des meubles de Phyfe se trouvent aujourd'hui dans des pièces de la Maison-Blanche dont la Green Room.

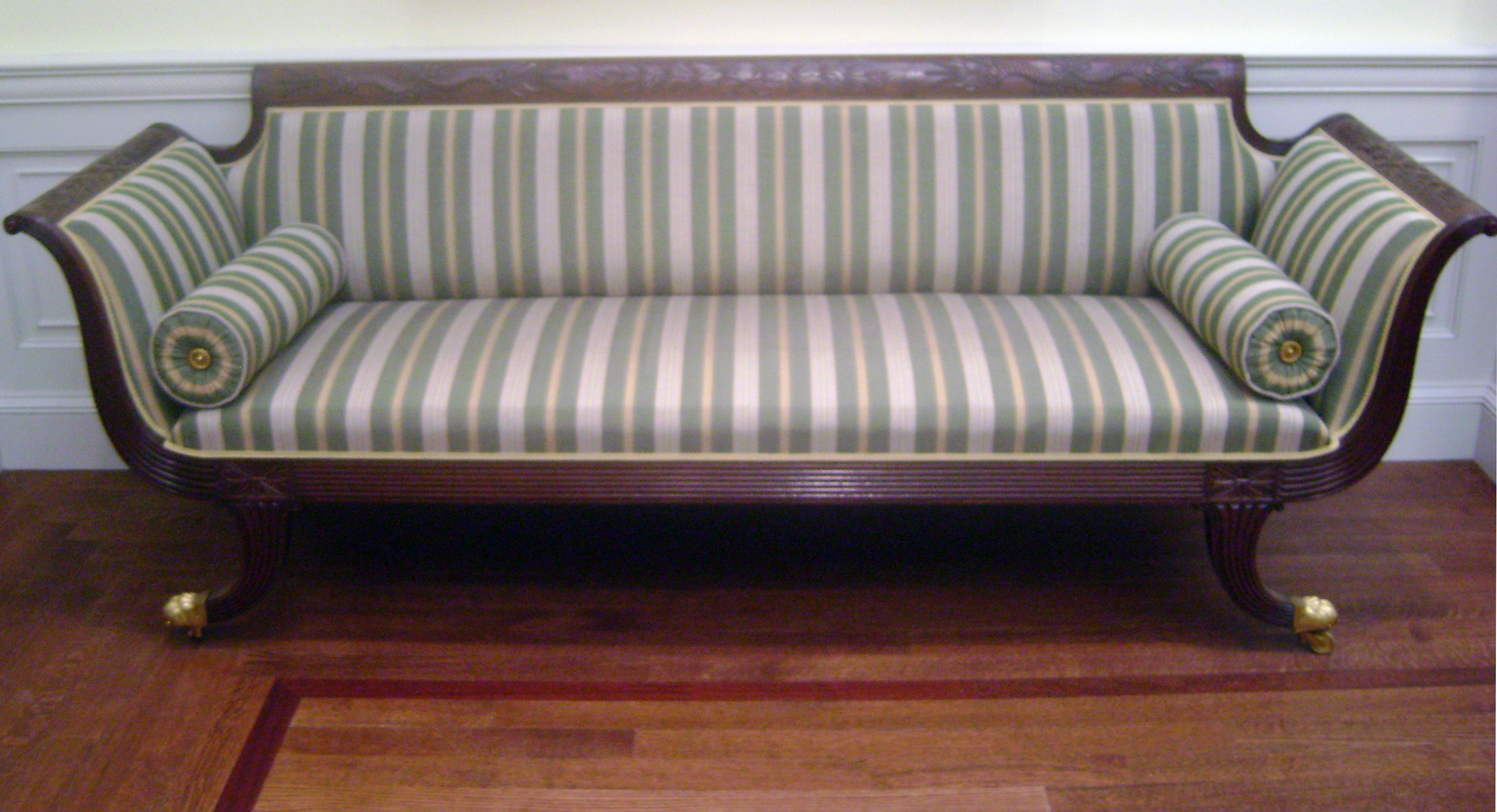
Canapé datant de 1810-1815, attribué à l'atelier de Phyfe, en prêt au Cincinnati Art Museum, en acajou, cerisier, pin, laiton doré et avec un rembourrage moderne.

## Source
- (en) Cet article est partiellement ou en totalité issu de l’article de Wikipédia en anglais intitulé « Duncan Phyfe » (voir la liste des auteurs).